# Walo Lüönd

Walo Lüönd (1974)

Walo Lüönd (* 13. April 1927 in Zug; † 17. Juni 2012 in Locarno; heimatberechtigt in Rothenthurm) war ein Schweizer Schauspieler. Er war vor allem bekannt durch seine Hauptrollen in den Filmen Dällebach Kari und Die Schweizermacher an der Seite von Emil Steinberger sowie die Rolle des Rodriguez in der ARD-Serie Auf Achse.

## Leben
Walo Lüönd war der Sohn des Konditors Oswald Lüönd. Er ging in Zug zur Schule und erlernte von 1942 bis 1946 das Handwerk des Herrenschneiders. Am Bühnenstudio Zürich absolvierte er seine Schauspielausbildung.
Erste Auftritte hatte er ab 1949 am Schauspielhaus und beim Cabaret Fédéral in Zürich. 1951/52 kam er an das Theater Basel, 1952 bis 1954 wirkte er an den Münchner Kammerspielen und beim Bayerischen Staatsschauspiel. Von 1954 bis 1959 spielte er am Theater der Stadt Essen, von 1959 bis 1969 an der Freien Volksbühne Berlin, von 1972 bis 1977 wieder am Schauspielhaus Zürich und ab 1978 wieder am Theater Basel. An vielen anderen Bühnen gab er Gastspiele.
Seit 1962 arbeitete er auch für Fernsehen und Film. Nach vielen kleinen Rollen in deutschen Produktionen profilierte er sich 1970 als Titelfigur in dem Außenseiter-Porträt Dällebach Kari. Eine weitere bedeutende Rolle übernahm er 1978 an der Seite von Emil Steinberger in der Einwanderer-Komödie Die Schweizermacher.
Er war seit 1957 mit der Schauspielerin Eva-Maria Bendig verheiratet und hatte zwei Söhne, Daniel (1957–1987) und Oliver (* 1958). Lüönd verbrachte die letzten Jahre seines Lebens im Kanton Tessin.
Walo Lüönd starb im Juni 2012 in Locarno im Alter von 85 Jahren und wurde auf dem Gemeindefriedhof Schachen in Untersiggenthal, Kanton Aargau vom Theologen und Gemeindeleiter Markus Stohldreier beigesetzt.

## Auszeichnungen
- 1973: Zürcher Filmpreis[2]
- Ehren-Prix Walo 2002 für sein Lebenswerk.[5]

## Filmografie
- 1960: Venus im Licht (Fernsehfilm)
- 1961: Die Wildente
- 1962: Café Oriental
- 1962: Nachts ging das Telefon
- 1962: Affäre Blum (Fernsehfilm)
- 1962: Die unsichtbaren Krallen des Dr. Mabuse
- 1962: Das Paradies von Pont L'Eveque
- 1963: Mamselle Nitouche
- 1963: Schwarz auf Weiß
- 1963: Meine Frau Susanne (Fernsehserie, 1 Folge)
- 1963: Der Fall Rohrbach (Fernsehdreiteiler, 1 Folge)
- 1964: Sicher ist sicher
- 1965: Im Schatten einer Großstadt
- 1965–1966: Die fünfte Kolonne (Fernsehserie, 2 Folgen)
- 1965: Die Schlüssel (Serie, 3 Folgen)
- 1965: Fall erledigt – 'End of Conflict'
- 1965: Klaus Fuchs – Geschichte eines Atomverrats
- 1966: Das ganz große Ding
- 1966: Der Mann mit der Puppe
- 1966: Der Kinderdieb
- 1966: Das Millionending (Fernseh-Zweiteiler)
- 1967: Die Liga der Rothaarigen (Serie Sherlock Holmes)
- 1967: Die Reisetasche (Serie Das Kriminalmuseum)
- 1967: Die Mission
- 1967: Der dritte Handschuh
- 1969: Zwei ahnungslose Engel
- 1970: Dällebach Kari
- 1972: Der Fall
- 1973: Die Fabrikanten
- 1974: Engadiner Bilderbogen (Serie)
- 1975: De Grotzepuur
- 1975: Ein Fall für Männdli – Das Traumauto (Serie)
- 1976: Riedland
- 1977: Die Konsequenz
- 1977: MS Franziska (Serie, 1 Folge)
- 1978: Die Schweizermacher
- 1979: Brot und Steine
- 1981: Der Erfinder
- 1981: Seuls
- 1982: Ungleicher Lohn
- 1982: Feuer und Schwert – Die Legende von Tristan und Isolde
- 1983: Die schwarze Spinne
- 1983: Hunderennen
- 1983: Der Friedensengel (Serie Monaco Franze)
- 1984: Tapetenwechsel
- 1985: Einmal Ku’damm und zurück
- 1985: Die Krimistunde (Fernsehserie, Folge 16, Episode: "Beehren Sie uns bald wieder?")
- 1986: Gauner im Paradies
- 1986: Lisi und der General
- 1987: Minipli
- 1987: Spiel mit dem Feuer (Serie Tatort)
- 1987–1992: Auf Achse (Serie, 4 Folgen)
- 1988: Liebling Kreuzberg (Hausbesuche)
- 1988: Goldjunge
- 1988: Didi – Der Experte
- 1988: Die Dollarfalle
- 1989: Der Fuchs (Serie)
- 1989: Hotel Paradies
- 1991: Auf der Suche nach Salome (Serie, 6 Folgen)
- 1992: Happy Holiday (Serie, 1 Folge)
- 1993: Jeanmaire – Ein Stück Schweiz
- 1994–1995: Die Direktorin (Fernsehserie)
- 1994: Pumuckl und der blaue Klabauter
- 1996: Spiel des Lebens (Serie)
- 1998: Walli, die Eisfrau
- 1998: Irrlichter
- 1999: Operation Phoenix – Jäger zwischen den Welten (Serie, 1 Folge)
- 1999: Heirate mir!
- 2000: Komiker
- 2001: Escape to Paradise
- 2002: Exit
- 2004: Sternenberg
- 2004: Bienvenue en Suisse
- 2004: Oeschenen
- 2004: Wilhelm Tell
- 2005: Tatort: Das Lächeln der Madonna (Folge der Fernsehreihe)
- 2007: Briefe und andere Geheimnisse
- 2007: Verlassen
- 2010: Der grosse Kater